# Référendum sur l'indépendance de l'Érythrée
Un référendum sur l'indépendance de l'Érythrée est organisé du 23 au 25 avril 1993 par le gouvernement provisoire de l'Érythrée avec le soutien des instances internationales. Le scrutin fait suite à la victoire des troupes du Front populaire de libération de l'Érythrée deux ans plus tôt.
À la question posée « Acceptez-vous que l'Érythrée devienne un État indépendant et souverain ? », la population répond par l'affirmative à 99,83 %. 
À la suite de la proclamation des résultats, le secrétaire général du gouvernement provisoire de l'Érythrée, Isaias Afwerki proclame l'indépendance de l'État d'Érythrée le 27 avril 1993.

## Résultats
| Choix                  | Votes     | %     |
| ---------------------- | --------- | ----- |
| Pour                   | 1 100 260 | 99,83 |
| Contre                 | 1 822     | 0,17  |
|                        |           |       |
| Votes valides          | 1 102 082 | 99,97 |
| Votes blancs et nuls   | 328       | 0,03  |
| Total                  | 1 102 410 | 100   |
| Abstention             | 71 296    | 6,07  |
| Inscrits/Participation | 1 173 706 | 93,93 |

### Résultats détaillés
| Region       | Oui     | Non | Blancs et nuls | Total   |
| ------------ | ------- | --- | -------------- | ------- |
| Asmara       | 128 443 | 144 | 33             | 128 620 |
| Barka        | 4 425   | 47  | 0              | 4 472   |
| Denkalia     | 25 907  | 91  | 29             | 26 027  |
| Gash-Setit   | 73 236  | 270 | 0              | 73 506  |
| Hamasien     | 76 654  | 59  | 3              | 76 716  |
| Akkele Guzay | 92 465  | 147 | 22             | 92 634  |
| Sahel        | 51 015  | 141 | 31             | 51 187  |
| Semhar       | 33 596  | 113 | 41             | 33 750  |
| Seraye       | 124 725 | 72  | 12             | 124 809 |
| Senhit       | 78 513  | 26  | 1              | 78 540  |
| Militaires   | 77 512  | 21  | 46             | 77 579  |
| Soudan       | 153 706 | 352 | 0              | 154 058 |
| Éthiopie     | 57 466  | 204 | 36             | 57 706  |
| Autres pays  | 82 597  | 135 | 74             | 82 806  |